# 欧内斯特·刘易斯
欧内斯特·刘易斯（英語：Ernest Lewis，1867年4月5日—1930年4月19日），生于哈默史密斯，英国前男子网球运动员。他曾联同哈里·巴洛获得1892年温布尔登网球锦标赛男子双打冠军。